# Vive Chile Antofagasta
Vive Chile Antofagasta fue un canal de televisión por suscripción chileno que transmitió para Antofagasta en el canal 14 del cableoperador VTR. Fue el undécimo canal de la red Vive Chile de VTR.

## Historia
El canal fue lanzado en 2000 como VLP Televisión. En junio de 2014, fue relanzado como TVIVO Televisión y con nuevo logotipo. VTR informó a través de su página web el relanzamiento del canal el 3 de diciembre de 2014, ahora bajo el nombre de Vive Chile Antofagasta.
En julio de 2016 Vive Chile Antofagasta cierra para siempre sus transmisiones después de casi 2 años, debido a que la propuesta ya no era novedosa.
Su representante legal fue Ximena Arestizábal y su director general fue Mario Reygadas.

## Programación
La programación fue miscelánea, basada en contenidos propios de la región, entre los que destacaban su nuevo noticiario local y programas tanto de entretención como de reportajes. El canal se integró a la red nacional de canales regionales de VTR VIVE.

### Programación histórica
- La Mañana Vive
- Amores y Más
- Eddus
- Cuéntame
- Vive Antofagasta Noticias
- La Entrevista
- Mente Abierta
- Todo Deporte
- Buscando El Norte
- Ciudad Viva
- Somos Minería
- Está de Moda
- Panorama 15
- Doctor En Casa
- Retratos
- Kulmapu
- Kulrapa
- Redes de Norte a Sur
- Vive Noticias
- Vive Interactivo
- Contingente
- Antofagasta También Es Chile